# NGC 2640
NGC 2640 في الفهرس العام الجديد، هي مجرة، تقع في كوكبة القاعدة. اكتشفت في 26 فبراير 1835 بواسطة جون هيرشل.

## روابط خارجية
- NGC 2640 على موقع ويكي سكاي: DSS2, SDSS, GALEX, IRAS, Hydrogen α, X-Ray, Astrophoto, Sky Map, Articles and images